# Endless Forms Most Beautiful
Az Endless Forms Most Beautiful a Nightwish finn szimfonikus-powermetál együttes nyolcadik albuma. 2015. március 27-én jelent meg Európában és Argentínában, március 30-án az Egyesült Királyságban és március 31-én az USA-ban. Ez az első album a harmadik énekesnővel, Floor Jansennel és Troy Donockleyval, aki eddig csak közreműködő volt, mostanra viszont taggá vált, és aki már a Dark Passion Play-en és az Imaginaerumon is játszott. 
Ugyanakkor ez az első album Jukka Nevalainen dobos nélkül, aki 1996 óta töltötte be ezt a szerepet. Komoly alvászavarok miatt lépett ki, de az együttes üzleti dolgait továbbra is ő kezeli. Helyére Kai Hahto lépett, aki a Wintersunban és a Swallow the Sunban játszik. 
Az első kislemez, az Élan február 9-én jelent meg, négy nappal a tervezett előtt, a második, az Endless Forms Most Beautiful május 8-án. A címadó dalokhoz videóklip is készült.

## Számlista
Az összes dalszöveg szerzője Tuomas Holopainen, kivéve: Weak Fantasy és Yours Is an Empty Hope (Holopainen és Marco Hietala); az összes szám szerzője Holopainen, kivéve ahol jelölve.
| 1.    | Shudder Before the Beautiful | 6:29  |
| 2.    | Weak Fantasy (Hietala, Holopainen) | 5:23  |
| 3.    | Élan | 4:45  |
| 4.    | Yours is an Empty Hope (Hietala, Holopainen) | 5:34  |
| 5.    | Our Decades in the Sun (Hietala, Holopainen) | 6:37  |
| 6.    | My Walden (Holopainen, Hietala) | 4:38  |
| 7.    | Endless Forms Most Beautiful | 5:07  |
| 8.    | Edema Ruh | 5:15  |
| 9.    | Alpenglow | 4:45  |
| 10.   | The Eyes of Sharbat Gula (instrumentális) | 6:03  |
| 11.   | The Greatest Show On Earth - I. Four Point Six (5:47) - II. Life (5:05) - III. The Toolmaker (Hietala, Holopainen) (6:22) - IV. The Understanding (3:00) - V. Sea-Worn Driftwood (3:48) | 24:00 |
| 78:36 | |       |

| Disc 2 (2xCD Audiobook & 3xCD Earbook Deluxe Only) | Disc 2 (2xCD Audiobook & 3xCD Earbook Deluxe Only) | Disc 2 (2xCD Audiobook & 3xCD Earbook Deluxe Only) | Disc 2 (2xCD Audiobook & 3xCD Earbook Deluxe Only) | Disc 2 (2xCD Audiobook & 3xCD Earbook Deluxe Only) | Disc 2 (2xCD Audiobook & 3xCD Earbook Deluxe Only) | Disc 2 (2xCD Audiobook & 3xCD Earbook Deluxe Only) | Disc 2 (2xCD Audiobook & 3xCD Earbook Deluxe Only) | Disc 2 (2xCD Audiobook & 3xCD Earbook Deluxe Only) | Disc 2 (2xCD Audiobook & 3xCD Earbook Deluxe Only) |
| #                                                  | Cím                                                | Hossz                                              |                                                    |                                                    |                                                    |                                                    |                                                    |                                                    |                                                    |
| -------------------------------------------------- | -------------------------------------------------- | -------------------------------------------------- | -------------------------------------------------- | -------------------------------------------------- | -------------------------------------------------- | -------------------------------------------------- | -------------------------------------------------- | -------------------------------------------------- | -------------------------------------------------- |
| 12.                                                | Shudder Before The Beautiful (instrumentális)      | 6:20                                               |                                                    |                                                    |                                                    |                                                    |                                                    |                                                    |                                                    |
| 13.                                                | Weak Fantasy (instrumentális)                      | 5:25                                               |                                                    |                                                    |                                                    |                                                    |                                                    |                                                    |                                                    |
| 14.                                                | Elan (instrumentális)                              | 4:47                                               |                                                    |                                                    |                                                    |                                                    |                                                    |                                                    |                                                    |
| 15.                                                | Yours Is An Empty Hope (instrumentális)            | 5:38                                               |                                                    |                                                    |                                                    |                                                    |                                                    |                                                    |                                                    |
| 16.                                                | Our Decades In The Sun (Insinstrumentális)         | 6:39                                               |                                                    |                                                    |                                                    |                                                    |                                                    |                                                    |                                                    |
| 17.                                                | My Walden (instrumentális)                         | 4:38                                               |                                                    |                                                    |                                                    |                                                    |                                                    |                                                    |                                                    |
| 18.                                                | Endless Forms Most Beautiful (instrumentális)      | 5:08                                               |                                                    |                                                    |                                                    |                                                    |                                                    |                                                    |                                                    |
| 19.                                                | Edema Ruh (instrumentális)                         | 5:16                                               |                                                    |                                                    |                                                    |                                                    |                                                    |                                                    |                                                    |
| 20.                                                | Alpenglow (instrumentális)                         | 4:49                                               |                                                    |                                                    |                                                    |                                                    |                                                    |                                                    |                                                    |
| 21.                                                | The Eyes Of Sharbat Gula (instrumentális)          | 6:04                                               |                                                    |                                                    |                                                    |                                                    |                                                    |                                                    |                                                    |
| 22.                                                | The Greatest Show On Earth (instrumentális)        | 24:08                                              |                                                    |                                                    |                                                    |                                                    |                                                    |                                                    |                                                    |
| 01:18:52                                           |                                                    |                                                    |                                                    |                                                    |                                                    |                                                    |                                                    |                                                    |                                                    |

| Disc 3 (3xCD Earbook Deluxe) | Disc 3 (3xCD Earbook Deluxe)                              | Disc 3 (3xCD Earbook Deluxe) | Disc 3 (3xCD Earbook Deluxe) | Disc 3 (3xCD Earbook Deluxe) | Disc 3 (3xCD Earbook Deluxe) | Disc 3 (3xCD Earbook Deluxe) | Disc 3 (3xCD Earbook Deluxe) | Disc 3 (3xCD Earbook Deluxe) | Disc 3 (3xCD Earbook Deluxe) |
| #                            | Cím                                                       | Hossz                        |                              |                              |                              |                              |                              |                              |                              |
| ---------------------------- | --------------------------------------------------------- | ---------------------------- | ---------------------------- | ---------------------------- | ---------------------------- | ---------------------------- | ---------------------------- | ---------------------------- | ---------------------------- |
| 23.                          | Shudder Before The Beautiful (zenekari verzió)            | 5:40                         |                              |                              |                              |                              |                              |                              |                              |
| 24.                          | Weak Fantasy (zenekari verzió)                            | 5:25                         |                              |                              |                              |                              |                              |                              |                              |
| 25.                          | Elan (zenekari verzió)                                    | 4:20                         |                              |                              |                              |                              |                              |                              |                              |
| 26.                          | Élan (alternatív zenekari verzió)                         | 4:22                         |                              |                              |                              |                              |                              |                              |                              |
| 27.                          | Yours Is An Empty Hope (zenekari verzió)                  | 5:38                         |                              |                              |                              |                              |                              |                              |                              |
| 28.                          | Our Decades In The Sun (zenekari verzió)                  | 6:37                         |                              |                              |                              |                              |                              |                              |                              |
| 29.                          | Endless Forms Most Beautiful (zenekari verzió)            | 5:09                         |                              |                              |                              |                              |                              |                              |                              |
| 30.                          | Endless Forms Most Beautiful (alternatív zenekari verzió) | 5:09                         |                              |                              |                              |                              |                              |                              |                              |
| 31.                          | Alpenglow (zenekari verzió)                               | 4:49                         |                              |                              |                              |                              |                              |                              |                              |
| 32.                          | The Eyes Of Sharbat Gula (zenekari verzió)                | 6:04                         |                              |                              |                              |                              |                              |                              |                              |
| 33.                          | The Greatest Show On Earth (zenekari verzió)              | 23:36                        |                              |                              |                              |                              |                              |                              |                              |
| 01:16:57                     |                                                           |                              |                              |                              |                              |                              |                              |                              |                              |

## Közreműködők
- Tuomas Holopainen (billentyűk, dalszöveg, zene)
- Erno "Emppu" Vuorinen (gitár)
- Marco Hietala (basszusgitár, vokál, zene)
- Floor Jansen (ének)
- Troy Donockley (sípok, dudák, vokál)
- Kai Hahto (dob)

## Fordítás
- Ez a szócikk részben vagy egészben  az   Endless Forms Most Beautiful  című angol Wikipédia-szócikk fordításán alapul.  Az eredeti cikk szerkesztőit annak laptörténete sorolja fel. Ez a jelzés csupán a megfogalmazás eredetét és a szerzői jogokat jelzi, nem szolgál a cikkben szereplő információk forrásmegjelöléseként.